# Montbrun, Lozère
Montbrun är en kommun i departementet Lozère i regionen Occitanien i södra Frankrike. Kommunen ligger i kantonen Sainte-Enimie som tillhör arrondissementet Florac. År 2018 hade Montbrun 82 invånare.

## Befolkningsutveckling
Antalet invånare i kommunen Montbrun
| Referens: INSEE |